# السياحة في بلغاريا
تساهم السياحة في بلغاريا كثيراً في اقتصاد البلاد. تقع بلغاريا عند مفترق الطرق بين الشرق والغرب، وكانت موطناً للعديد من الحضارات: التراقية، والإغريقية، والرومانية، والبيزنطية، والسلافية، والبلغارية، والعثمانية. والبلاد غنية بالمعالم السياحية والآثار التاريخية المنتشرة عبر أراضي صغيرة نسبياً ويسهل الوصول إليها. تشتهر بلغاريا دولياً بمنتجعاتها الساحلية والشتوية.
اجتذبت بلغاريا ما يقرب من 12 مليون سائح أجنبي في 2017، وفقاً للبنك الدولي. يمثل السياح من خمس دول (رومانيا وتركيا واليونان وألمانيا وروسيا) ما يقرب من 50% من جميع الزوار. ساهم القطاع بنسبة 15% من الناتج المحلي الإجمالي ووفر 150.000 وظيفة في 2014.

## المعالم السياحية

### مواقع التراث العالمي لليونسكو وقائمة التراث الثقافي غير المادي
هناك عشرة مواقع للتراث العالمي لليونسكو في بلغاريا. أُدرج أول أربعة مواقع في قائمة التراث العالمي في 1979، والباقي في 2017. يوجد في بلغاريا حالياً 16 موقعاً إضافياً في القائمة المؤقتة. أُدرجت رقصة نستيارستفو [الإنجليزية]، رقصة النار الطقسية تراقية الأصل، في قائمة التراث الثقافي غير المادي لليونسكو.